# Ortobirotondă pentagonală alungită
În geometrie ortobirotonda pentagonală alungită este un poliedru convex construit prin alungirea unei ortobirotonde pentagonale (J34) prin inserarea unei prisme decagonale între cele două jumătăți. Este poliedrul Johnson J42. Rotirea oricăreia dintre rotondele pentagonale (J6) cu 36° înainte de alungire produce un icosidodecaedru (poliedru arhimedic), iar după alungire produce o girobirotondă pentagonală alungită (J43).
Notația sa Conway este at5jP5.

## Mărimi asociate
Următoarele formule pentru arie, A și volum, V sunt stabilite pentru lungimea laturilor tuturor poligoanelor (care sunt regulate) a:
{\displaystyle A=\left(10+{\sqrt {30\left(10+3{\sqrt {5}}+{\sqrt {75+30{\sqrt {5}}}}\right)}}\right)a^{2}\approx 39,305982~a^{2},}
{\displaystyle V={\frac {1}{6}}\left(45+17{\sqrt {5}}+15{\sqrt {5+2{\sqrt {5}}}}\right)a^{3}\approx 21,529734~a^{3}.}